# Occidozyginae
Occidozyginae Fei, Ye & Huang, 1990 è una sottofamiglia di anfibi dell'ordine degli Anuri.

## Distribuzione
Le specie di questa sottofamiglia sono diffuse in gran parte dei territori dell'Asia.

## Tassonomia
La sottofamiglia comprende 17 specie raggruppate in 2 generi:
- Ingerana Dubois, 1987 (4 sp.)
- Occidozyga Kuhl and Van Hasselt, 1822 (13 sp.)